# Le Martinet
Le Martinet è un comune francese di 799 abitanti situato nel dipartimento del Gard, nella regione dell'Occitania.

## Società

### Evoluzione demografica
Abitanti censiti